# Sauviac (Gironde)
Sauviac is een gemeente in het Franse departement Gironde (regio Nouvelle-Aquitaine) en telt 246 inwoners (1999). De plaats maakt deel uit van het arrondissement Langon.

## Geografie
De oppervlakte van Sauviac bedraagt 11,0 km², de bevolkingsdichtheid is 22,4 inwoners per km².
De onderstaande kaart toont de ligging van Sauviac (Gironde) met de belangrijkste infrastructuur en aangrenzende gemeenten.

## Demografie
Onderstaande figuur toont het verloop van het inwonertal (bron: INSEE-tellingen).